# Polistena
Polistena község (comune) Calabria régiójában, Reggio Calabria megyében.

## Fekvése
A megye északnyugati részén fekszik, az Aspromonte és a Gioia Tauró-i síkság határán. Határai: Cinquefrondi, Cittanova, Melicucco, San Giorgio Morgeto és Anoia.

## Története
A települést a 10. században alapították a tengerpartról, a szaracén portyázások elől menekülő lakosok. Korabeli épületeinek nagy része az 1783-as calabriai földrengésben elpusztult. A 19. században nyerte el önállóságát, amikor a Nápolyi Királyságban felszámolták a feudalizmust.

## Népessége
A népesség számának alakulása:

## Főbb látnivalói
- Madonna dell’Itria-templom
- Santa Marina-templom
- Sant’Anna-templom
- Santa Maria della Catena-templom
- San Francesco di Paola-templom
- Madonna dell’Immacolata Concezione-templom
- SS. Trinità-templom
- SS. Rosario-templom